# Mamonas Assassinas (fita demo)
Mamonas Assassinas é a fita demo que a banda homônima gravou em 1994 para se apresentar às gravadoras. Antes dessa demo, porém, a banda, ainda se chamando Utopia, já havia gravado o fracassado disco independente homônimo, com tiragem de mil cópias.

## História da demo
A fita demo, originalmente composta por 2 canções, foi gravada numa madrugada do mês de outubro de 1994, no antigo estúdio do produtor Rick Bonadio, na zona norte de São Paulo. Rodrigo Castanho, produtor e técnico de masterização, acompanhou a gravação. Os músicos gravaram as faixas “Mina (Minha Pitchulinha)” - mais tarde renomeada como “Pelados em Santos”, e “Robocop Gay”. Segundo Castanho, boa parte das letras foram criadas naquele momento.
Na manhã seguinte, Castanho encontrou-se com Bonadio e elogiou as canções, dizendo que havia dado risada a noite inteira. Bonadio, então, escutou as faixas e adorou as canções, que eram, segundo o próprio, "a coisa mais engraçada que já havia ouvido na vida". Ao ouvir "Mina (Minha Pitchulinha)", Rick imaginou que ela poderia ser a primeira canção de trabalho da banda, mas teria que ficar menos brega e ganhar uma sonoridade mais rock'n' roll.
Bonadio se reuniu com o grupo e sugeriu que a mudança de perfil deveria ser completa, a começar pelo nome. Foi então que a banda Utopia mudou definitivamente seu nome para Mamonas Assassinas. Após a mudança de perfil, uma nova gravação da demo foi feita. "Mina (Minha Pitchulinha)" ficou mais pesada e passou a ser chamada de "Pelados em Santos", "Robocop Gay" ganhou uma nova mixagem e "Vira-Vira" foi gravada pela primeira vez.
Após ter sido gravada, a fita demo com as 3 canções foi enviada para várias gravadoras, entre elas WEA, PolyGram, Sony e BMG Ariola, sendo recusada por todas elas. João Augusto, então diretor da EMI, foi o último a recebê-la. Ele ouviu as duas primeiras canções no carro, enquanto voltava do trabalho e deixou a fita de lado. Seu filho, Rafael Ramos, então baterista da banda Baba Cósmica - que originou a música "Sábado de Sol", presente no disco de estreia da banda - pegou a fita, ouviu e gostou tanto da sonoridade da banda que insistiu na contratação. Num primeiro momento, João Augusto Soares se negou a assinar com a banda. Mas Rafael insistiu, e conseguiu que em 7 de abril de 1995 seu pai assistisse a um show da banda. Conforme relata o livro Mamonas Assassinas: Blá Blá Blá - A Biografia Autorizada, "quando João Augusto de Macedo Soares, 39 anos, vice-presidente da gravadora EMI-Odeon, seu filho Rafael, 16, e o produtor independente Arnaldo Saccomani enfim chegaram, a boate Lua Nua estava quase vazia. Eram dez e trinta da noite meio fria de 7 de abril de 1995."
Após o show, imediatamente João Augusto assinou contrato com eles.

## Faixas
1. "Mina (Minha Pitchulinha)" (posteriormente renomeada como "Pelados em Santos")
2. "Robocop Gay"
3. "Vira-Vira"
4. "Jumento Celestino"